# Connomyia compressa
Connomyia compressa là một loài ruồi trong họ Asilidae. Connomyia compressa được Karsch miêu tả năm 1886.